# Байулы
Байулы́ — родоплеменное образование в составе казахов и башкир. У башкир род байулы входит в родоплеменное образование бурзян. Поколение байулы входит в состав племени Алшын Младшего Жуза казахов. По оценке Баяна Ракишева от 2016 года, на тот момент байулы в Казахстане насчитывалось 1120 тыс. человек.

## Родовой состав байулинцев-башкир
Родовые подразделения: аю, айхай, атайсал, байулы, бэрсэ, бурэй, исамбакта, каир, калмак, кара, карый, кузгун, керпе, кэйкэнэ, кэшвар, майтамак, мышар, мускэ, мэсекай, сангыт, сэкэй, тангор, тау, турна, туркмен, тума.

## Родовой состав казахов-байулы
Байулы входят в состав крупного племенного объединения алшын. В состав байулы входят следующие роды: шеркеш, адай, алаша, алтын, байбакты, берш, есентемир, жаппас, кызылкурт, маскар, таз, тана, ысык.

## Численность
По данным сельскохозяйственной переписи населения в 1896—1911 годах (В круглых скобках по книге Асета Темиргалиева «Волости, уезды … Казахи: С схематической картой низовых административно-территориальных делений проживания казахов в 1897—1915 г.г.: этнолого-картографическое исследование»; в скобках — оценка профессора КазНТУ Ракишева Баяна численности родов на начало XXI века):

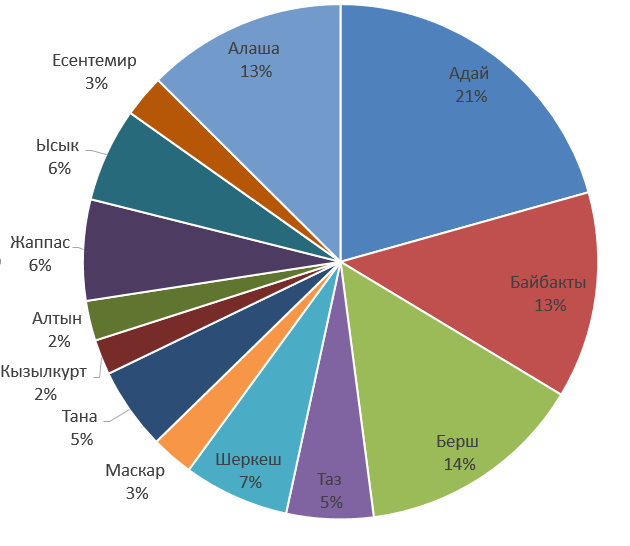
Родовой состав населения байулы на начало XX века

Байулы — 550 000 (1 120 000), в том числе:
- Адай — 90 000 (140 000)
- Байбакты — 40 000 (88 000)
- Берш — 70 000 (97 000)
- Таз — 30 000 (37 000)
- Шеркеш — 40 000 (45 000)
- Маскар — 20 000 (18 000)
- Тана — 25 000 (35 000)
- Кызылкурт — 40 000 (15 000)
- Алтын — 25 000 (17 000)
- Жаппас — 70 000 (43 000)
- Ысык — 20 000 (40 000)
- Есентемир — 20 000 (18 000)
- Алаша — 60 000 (85 000)

## Этноним
Литература о происхождении этнонима байулы обобщена B. В. Востровым. Из нескольких вариантов толкования этнонима он отдаёт предпочтение гипотезе С. А. Аманжолова, который считает, что байулинцы — потомки тюрков племени бекулы (бегулы — бег-улы).

## Этническая история
В XII в. племя бегулы кочевало на границе с киданями. Согласно C. А. Аманжолову, бегулинцы (или байулинцы) с усилением киданей ушли на запад, в современный Западный Казахстан. Казахские байулы являются поколением племени алшын Младшего жуза казахов.
Проникновение байулинцев на Южный Урал и инкорпорация их в среду башкирских бурзян имели место в XIV—XV вв., примерно в одно время с миграцией в Башкортостан кыпсакских родо-племенных групп. Одновременно на Южный Урал проникли и другие компоненты объединения байулы: этнонимы маскар (маскара), тастар зафиксированы в разных частях Башкортостана.
Байулы наряду с алимулы представляют собой одно из двух крупных родоплеменных групп в составе алшынов. Рядом авторов аргументирована точка зрения о тождестве алшынов и алчи-татар, живших в Монголии до XIII в. Согласно шежире, приводимому Ж. М. Сабитовым, все алшынские роды в составе байулы и алимулы происходят от Алау из племени алшын, жившего в XIV в. во времена Золотоордынского хана Джанибека.
Судя по гаплогруппе C2-M48, прямой предок алшынов по мужской линии происходит родом с Восточной Азии (близка калмыкам и найманам рода сарыжомарт), но не является близким нирун-монголам (субклад С2-starcluster). Генетически племенам алимулы и байулы из народов Центральной Азии наиболее близки баяты, проживающие в аймаке Увс на северо-западе Монголии.

## Территория расселения
Башкирские байулы расселены в южном Башкортостане. В XIX в. казахи-байулинцы кочевали между реками Урал и Эмба.